# Hartigiola faggalli
Hartigiola faggalli är en tvåvingeart som först beskrevs av Monzen 1955.  Hartigiola faggalli ingår i släktet Hartigiola och familjen gallmyggor. Inga underarter finns listade i Catalogue of Life.